# Tawin Hanprab
Tawin Hanprab est un taekwondoïste thaïlandais né le 1er août 1998. Il a remporté la médaille d'argent en moins de 58 kg aux Jeux olympiques d'été de 2016 à Rio de Janeiro.